# Exocentrus plagiatus
Exocentrus plagiatus là một loài bọ cánh cứng trong họ Cerambycidae.